# Sindiwe Magona

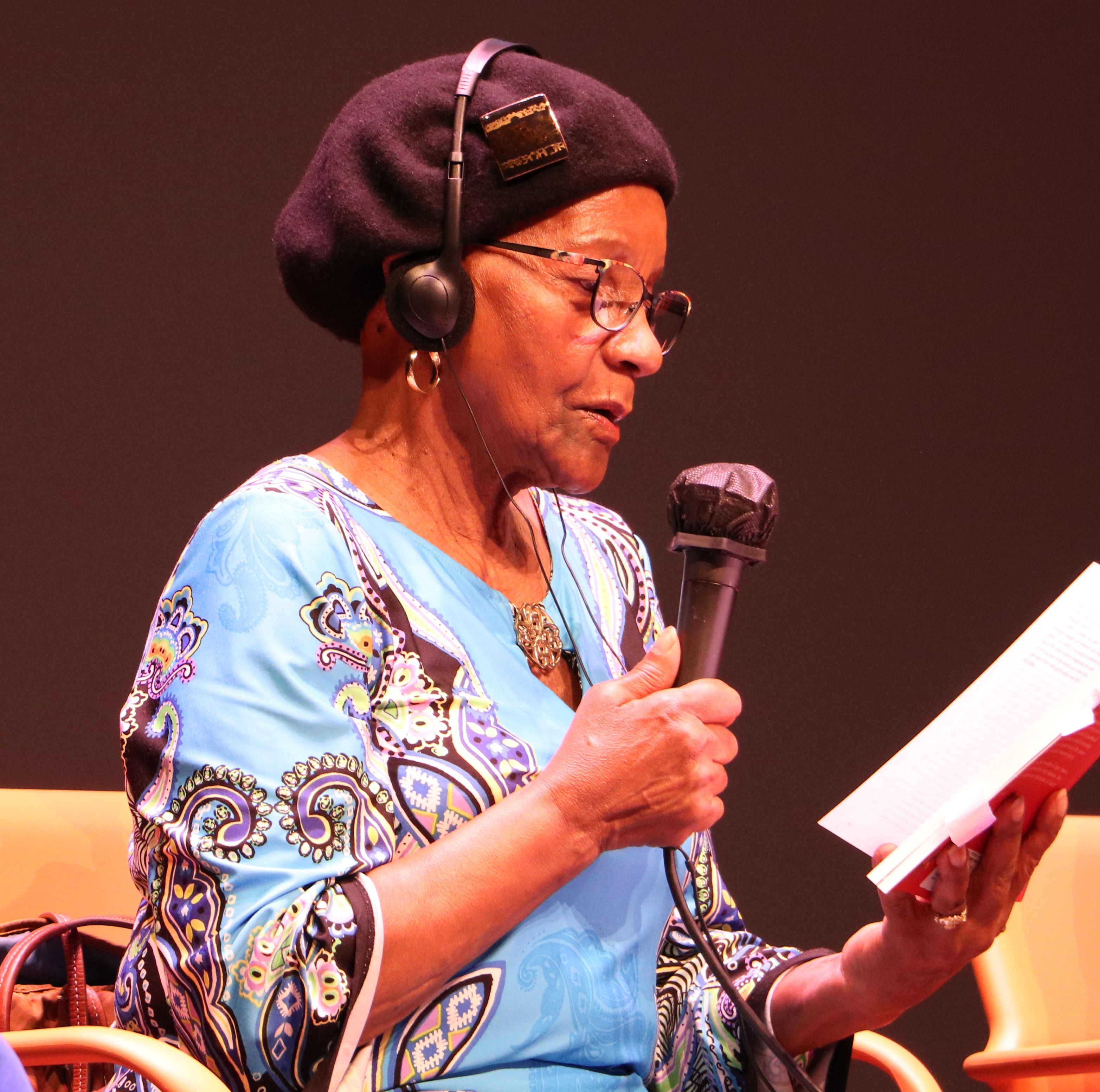
Sindiwe Magona, 2021

Sindiwe Magona (* 23. August 1943 in Gungululu, Transkei) ist eine südafrikanische Schriftstellerin und Frauenrechtlerin.

## Leben
Magona wuchs in Gugulethu, einem Township bei Kapstadt, als erstes von acht Kindern auf. Ihren Schulabschluss erwarb sie an einer Fernschule. Lange war sie als Lehrerin an einer Primary School tätig. Sie graduierte an der University of South Africa und erwarb einen Mastertitel in Sozialarbeit an der Columbia University in New York. Bis 2003 arbeitete sie zwanzig Jahre lang für die Vereinten Nationen.
Sie war Writer in Residence an der University of the Western Cape und arbeitete an der Georgia State University.
Magona schreibt unter anderem über Armut, die Arbeit als Hausangestellte, das Frausein und den Widerstand im Apartheidsystem. Sie verfasste eine Autobiografie, Erzählungen, Novellen, Gedichte und Theaterstücke. Außerdem engagiert sie sich für Literatur in ihrer Muttersprache isiXhosa.

## Bibliografie
- 1990: To My Children’s Children.
  - deutsch als: An die Kinder meiner Kinder. Rowohlt, Reinbek 1992.
- 1991: Living, Loving and Lying Awake at Night.
- 1993: Bitterer Nektar der Nacht. Erzählungen. dipa, Frankfurt am Main.
- 1998: Mother to Mother.
- 1998: Forced to Grow.
- 2001: Push Push (Bluestreak). Beacon Press
- 2008: Beauty’s Gift. Kwela Books
- 2009: Please, Take Photographs. Modjaji Books
- 2014: The Woman on the Moon. New Africa Books and Worldreader

## Auszeichnungen
- 1993: Ehrendoktorwürde des Hartwich College in Oneonta
- 2007: Premio Grinzane Terre d’Otranto[2]
- 2009: Shortlist des Commonwealth Writers’ Prize
- 2011: Order of Ikhamanga in Bronze